# 1868年の相撲
1868年の相撲（1868ねんのすもう）は、1868年の相撲関係のできごとについて述べる。
1867年-1868年-1869年

## できごと
この年の日本は戊辰戦争の下にあった。相撲もその影響を受けており、薩摩藩抱えの陣幕久五郎や庄内藩抱えの朝日嶽鶴之助などが藩主に従って江戸を出奔、戦線に従軍した。また、大坂相撲は江戸系の力士を招聘できず、帰参した陣幕ら生え抜きの力士のみで番付を編成したが、興行中止に追い込まれた。

## 天覧相撲
5月9日（慶応4年4月17日）、戊辰戦争の大阪行幸に合わせて、明治天皇が座摩神社を親拝、その後境内の相撲場で京都相撲の取組を天覧した。

## 興行
- 6月場所（江戸相撲）[3]
  - 興行場所:本所回向院
- 9月場所（大阪相撲）[4]
  - 興行場所:難波新地
    - 世情不安定により、場所開催せず[1]